# Vatya-kultúra
A Vatya-kultúra egy középső bronzkori (kb. Kr. e. 1800–1350) régészeti kultúra volt a Duna két partján a Szentendrei- és a Mohácsi-sziget között. A kultúra elnevezése az Újhartyán melletti Vatya-pusztáról ered.

## Kialakulása, elterjedése
A Vatya-kultúra a kora bronzkori kisapostagi kultúra népességének kelet felé való terjeszkedése és a nagyrévi kultúra népességének összeolvadásával alakult ki. A nagyrévi kultúra folyamatos továbbfejlődésére, Vatya-kultúrába történő átmenetére a bölcskei tell megszakításmentes, 6 méter vastag rétegsora is utal. Ugyanez figyelhető meg a téglagyári kitermelés miatt harmadrészt elpusztított Százhalombatta-Földvár esetében. 
A legkorábbi, még nagyrészt erődítetlen tellek (a kultúra I. fázisa) a Duna jobb partján, a kultúra magterületén jelentek meg (pl. Baracs, Bölcske, Dunaújváros-Kosziderpadlás, Százhalombatta). Később, a I-II. fázis határán való terjeszkedésük során újak is alakultak (pl. Alpár, Mende, Nagykőrös, Solymár). Ezek fiatalságára vékonyabb rétegsoruk és kisebb sírszámú temetőjük utal. A terjeszkedés során elfoglalták a hatvani kultúra Tápió-menti erődített telepeit (a Füzesabony-kultúra határáig), benépesítették az eddig lakatlan Duna–Tisza közi homokhátságot és délen is előrenyomultak a Duna mentén a Bácskáig. A kultúra III. fázisa során a Zagyváig és a Tiszáig nyomultak előre.
Keleti és déli terjeszkedésével párhuzamosan azonban nyugat felől védekezésre kényszerültek. A Dunántúlon már a középső bronzkor első szakaszában a (a II.-III. fázis határán) a Velencei-tó–Sárvíz–Sió vonalra szorultak vissza a mészbetétes kerámia kultúrájának népessége miatt. Az ellenük való védekezést szolgálták a nyugati határon kiépített, 15-20 kilométerenként elhelyezett erődített telepek.

## Gazdaság és társadalom
Mivel területükön nem voltak érclelőhelyek, mezőgazdasági termékeket cseréltek ércekre vagy fémekre. A sírokban előkerült bronz- vagy aranytárgyak között nyugati, keleti és déli eredetűek is fellelhetőek. A cseréhez az alapot az általuk megművelt löszvidék, a termékeny Mezőföld tette lehetővé. Mezőgazdaságukban a földművelés és az állattenyésztés egyaránt kiemelt szerepet játszott. Egy- és kétsoros búzát, rozsot, árpát, borsót, lencsét és lóbabot vetettek, sertést, juhot, kecskét, szarvasmarhát és lovat tartottak. Táplálkozásukat a halászat egészítette ki. Festéshez fekete, fehér vagy vörös színű (utóbbi okkerföld) anyagokat használtak, amiket őrlőkövekkel zúztak szét. Bronzöntő műhely maradványai kerültek elő Lovasberény-Mihályvárban. A korábbi kultúráktól eltérően a műhelyek a települések belterületén helyezkedtek el.
A népesség legnagyobb részét a földművelő és pásztorkodó parasztok alkották. A hosszú- és rövidtávú kereskedelmek kezében tartó csoport meggazdagodott, társadalmukban így elkülönült arisztokrácia alakult ki, akik a népesség többi részétől külön, erődített földvárakban éltek. A leletek tanúsága szerint a vezető réteg szegényebb volt, mint a korabeli tiszántúli területek (pl. Füzesabony-kultúra) arisztokráciája. A vatyai bronz- és kerámialeletek egyaránt arra utalnak, hogy egy nyitott, széleskörű közép-európai kapcsolatokkal rendelkező népesség alkotta a kultúrát.

## Települések
Településeik között egyrétegűek és többrétegűek is vannak, de a kultúra legjelentősebb nyomai az árkokkal és sáncokkal erődített, több részre tagolt földvárak. Ezek vagy településeket védtek, vagy a dunai átkelőhelyeket tartották ellenőrzésük alatt. Településeik többnyire tell-telepek, melyek várai belső tagolódást is mutatnak (pl. Lovasberény, Dunaújváros, Alpár). A 2000-es évek elejéig megismert mintegy 30 erődített telepből mindössze 14-ben volt ásatás, így azok szerkezete még kevésbé ismert. Lovasberény-Mihályváron a magaslati telepet árok választotta ketté. A magasabb részen ("nagyvár") álltak a lakóházak, az alacsonyabb területen ("kisvár") pedig gazdasági épületek, gabonatárolók, műhelyek helyezkedtek el. 2014-ben Kunszentmiklós mellett egy korábban ismeretlen település nyomait fedezték fel.
A házak egy részét oszlopsorral építették. A házak fala döngölt-vert agyagból, vagy karóvázas szerkezetű, nádra tapasztott agyagból épült. Nagykőrösön, az egyik ház agyagpadlóján nádszőnyeg lenyomatát is meg lehet figyelni. Alpáron a házakon belül és kívül is használtak kemencéket. Bölcskén és Százhalombatta-Földvárnál a Nagyrév-kultúrához képest sokkal több gödör (gabona- vagy szeméttároló, füstölők, agyagkitermelők) található a településen belül, a házak között, akár alatt. Alpáron méhkas alakú gabonatároló vermek voltak a településen belül. Százhalombattán egyidőben 50-70 ház állhatott, vagyis a település lélekszámát 4-500 főre lehet becsülni.

## Temetkezés
A kultúra népének fontos volt, hogy halottai a települések közelében nyugodjanak. 
Dunaújváros 1600 síros temetője nyugat felől, félkörívben vette körül a települést.
A korai időszakban a kisebb sírcsoportokat szabályosan, csónak alakban rendezték el. Ezek egy-egy nagycsalád temetkezőhelyei lehettek. Később nőtt a "csónakok" mérete, így azok egy-egy társadalmi csoport nyughelyei lehettek.
A halottakat valószínűleg a temető területén hamvasztották el. A maradványokat urnába tették, alulra a lábszárcsontok, középre a törzs csontjai, felülre a koponya kerültek. Az urnát egy vagy két tállal fedték le, belsejében esetenként kis bögrét is elhelyeztek. A korai időszakban a sírokba függeszthető edényeket is tettek, amelyekben bronzékszerek voltak.

## Leletei
A hosszú ideig tartó békés időszak leleteiben nagy számban képviselik magukat a háztartási eszközök (szűrőedények, halsütő tálak, kanalak, fedők, szövőszék-nehezékek, csont- és kőeszközök). Az egyik százhalombattai gabonatárolóból egy a nőiséget szimbolizáló, termékenységet kifejező edény került elő. Később a mellékletek ritkábbak, Dunaújvárosban a sírok 5%-ában találtak fémtárgyakat (fegyverek, tűk). 
Az ékszerek közül népszerűek voltak a bronzlemezből készült nyitott vagy hátul összekapcsolt diadémok (Dunaújváros, Pákozd, Lovasberény). A törzsi vezetők gazdaságára utal, hogy Mezőfalván egy egyedülálló, vaskos aranylemezekkel borított tőr, Dunavecsén pedig mandzsettaszerű arany karperec látott napvilágot. 2016 nyarán Kiskőrös közelében 161 fémtárgyból (köztük 11 darab, összesen 17 dkg tömegű aranyékszer) álló leletegyüttes került elő.
A kultúra edényművességét az egyszerűség jellemezte. A kisebb edények díszítetlenek, a nagyobbakon vonalakat, mértani alakzatokat, később girlandokat találhatunk. Mindvégig jelentős volt az import szerepe.
Kerámialeletei közül kiemelkedik az Iváncsán talált, 10 cm magas, emberi lábakon álló agyagedény. Felületét karcolt vonalminta díszíti, két fülét pedig átfúrták, hogy fel lehessen függeszteni. Dunaújvárosban egy sírban négylábú, vésett mintával díszített oltárkán álló, madár alakú, fedővel borított edényt találtak. Mende-Leányvárról származik egy 64 cm magas, embert ábrázoló agyagedény, melynek bal kezéhez egy 8,4 cm hosszú tőrt is illesztettek.
A kultúra utolsó időszakából származó koszideri kincsek közé tartozik a Dunaújváros-Kosziderpadláson talált három kincs, a Százhalombatta-Földvárban egy agyagkorsóból előkerült karperecek és kartekercsek, tűk, szív alakú csüngők, peremes vésők és tőrpenge, valamint Sárbogárdról és Simontornyáról származó tőrök, fokosok, balták és tűk. Iváncsán, Kunszentmiklóson, Törtelen és Várpalotán sírmellékletekből származó koszideri kincsek láttak napvilágot. Budapestről és Ócsáról pedig bronzdiadémok kerültek elő.

## Telepei[16]
- Aba-Bolondvár
- Adony-Bolondvár
- Alcsútdoboz-Pogányvár
- Alpár-Várhegy
- Baks-Homokbánya
- Baracs-Földvár
- Biatorbágy-Kutyahegy
- Biatorbágy-Nagyhegy
- Biatorbágy-Nagyhegy-alja
- Biatorbágy-Öreghegy
- Biatorbágy-Pap-réti dülő
- Bölcske-Vörösgyír
- Budajenő-Hegyi-szántók
- Budaörs-Kamaraerdő
- Budaörs-Vasútállomás
- Budapest-Békásmegyer
- Budapest-Budavári Palota
- Budapest-Corvin tér
- Budapest-Gellérthegy
- Budapest-Kis Velence
- Budapest-Lágymányos (BEAC)
- Budapest-Soroksár-Várhegy
- Budapest-Soroksár-Péteri major
- Cegléd-Öreghegy
- Csongrád-Felgyő
- Dunaföldvár-Várhegy
- Dunakömlőd-Bottyánsánc
- Dunapataj
- Dunaújváros-Kosziderpadlás
- Ercsi-Bolondvár
- Érd-Felcetessa dülő
- Érdliget
- Fehérvárcsurgó
- Gerjen-Várad
- Gomba-Várhegy
- Hajós-Hildpuszta
- Igar-Galástya-Vámpuszta
- Kajászó-Várhegy
- Kajdacs-Sánc
- Kakucs-Balladomb
- Lovasberény-Mihályvár
- Mende-Leányvár
- Mezőfalva-Bolondvár
- Nagykovácsi-Remete-barlang
- Nagykovácsi-Kőbánya
- Nagykőrös-Földvár
- Pákozd-Vár
- Páty-Nagyhegy
- Ócsa-Öreghegy
- Sárbogárd-Bolondvár
- Solymár-Mátyásdomb
- Sóskút-Kálváriahegy
- Sóskút-Őreghegy
- Százhalombatta-Földvár
- Vál-Pogányvár

## Megszűnése
A Vatya-kultúra utolsó szakaszát (mely egyben a középső bronzkor vége is) koszideri időszaknak nevezzük. A telepek egy részét (Bölcske, Nagykőrös) már korábban elhagyták, a legfontosabbak azonban egészen eddig lakottak voltak (Alpár, Solymár, Százhalombatta). Az elnevezés a Dunaújváros-Kosziderpadlás telepén talál, földbe ásott kincseknek (koszideri-típusú bronzkincsek) köszönhető. Az elrejtés oka a visszatérésben való reménykedés lehetett. Mivel pusztításnak nincs nyoma, elképzelhető, hogy a lakosság valamilyen gazdasági vagy társadalmi okból, esetleg az éghajlat megváltozása miatt hagyta el a területet. A Vatya-kultúra területét a késő bronzkorban a halomsíros kultúra népessége foglalta el.